# William Kenndal
William Kenndal, né le 4 avril 1996 à Göteborg en Suède, est un footballeur suédois qui évolue au poste de milieu défensif à l'Örgryte IS.

## Biographie

### Débuts professionnels
Né à Göteborg en Suède, William Kenndal est formé par le Qviding FIF. Il joue son premier match en professionnel avec ce club, le 5 mai 2013, lors d'une rencontre de troisième division face au FC Trollhättan. Il entre en jeu à la place de Kamal Mustafa (en) et son équipe s'impose par trois buts à un.
Le 18 mai 2014, Kenndal inscrit son premier but en professionnel et donc pour le Qviding FF, lors d'une rencontre de championnat face au Trelleborgs FF. Titulaire, il donne la victoire à son équipe en étant l'unique buteur de la partie.
Le 25 janvier 2019, William Kenndal s'engage en faveur de l'Utsiktens BK. Il signe un contrat d'une saison,.
Kenndal inscrit son premier et unique but pour le Utsiktens BK le 19 avril 2019, lors d'une rencontre de championnat face au Lunds BK. Il est titularisé et participe à la victoire de son équipe par trois buts à deux.
Le 3 février 2020, William Kenndal rejoint un autre club de troisième division, le Lindome GIF (en).

### IFK Värnamo
En janvier 2021, William Kenndal s'engage en faveur de l'IFK Värnamo, tout juste promu en deuxième division.
Kenndal joue son premier match dans la Superettan, la deuxième division suédoise, contre le Landskrona BoIS le 10 avril 2021, lors de la première journée de la saison 2021. Il est titularisé et son équipe s'incline par deux buts à zéro.
Il participe à la montée historique de l'IFK Värnamo, qui accède pour la première fois de son histoire à la première division en étant sacré champion de Superettan lors de la saison 2021,.
Kenndal découvre alors l'Allsvenskan, la première division suédoise, étant titularisé le 3 avril 2022, lors de la première journée de la saison 2022 face à l'IFK Göteborg. Son équipe s'incline par deux buts à un.

### Örgryte IS
Le 19 août 2024, William Kenndal rejoint l'Örgryte IS, club évoluant alors en deuxième division suédoise. Il signe un contrat courant jusqu'en décembre 2027.

## Palmarès
IFK Värnamo
- Superettan (1) :
  - Champion : 2021.